# FTSE Italia STAR
Der FTSE Italia STAR-Index ist ein Aktienindex des STAR-Segments (Abkürzung für segmento titoli con alti requisiti - Wertpapiersegment mit hohen Anforderungen), das von der italienischen Börse verwaltet wird und mittelgroße Aktiengesellschaften (mit einer Kapitalisierung von bis zu einer Milliarde Euro) umfasst. Der Index wurde im Jahr 2009 aufgelegt und wird seither von der FTSE Group geführt und berechnet.
Per Ende 2024 waren darin 68 Aktientitel enthalten.

## Geschichte
Das STAR-Segment wurde im Jahr 2001 ins Leben gerufen und erhielt später den Namen All Stars, der die Wertpapiere der STAR- und techSTARS-Segmente der italienischen Börse umfasste. Mit der Schließung des techSTARS-Segments der italienischen Börse und des zugehörigen Index wurden die dort gelisteten Wertpapiere in das aktuelle Segment integriert. Der FTSE Italia STAR-Index, der derzeit 68 im STAR-Segment gelistete Unternehmen umfasst, erfordert für die Aufnahme der darin enthaltenen Unternehmen verbindliche Merkmale und Verpflichtungen, insbesondere an Transparenzanforderungen, Aktienliquidität und Corporate Governance. Der heutige Name FTSE Italia STAR geht auf die Fusion zwischen der italienischen Börse und der London Stock Exchange zurück (Mittlerweile wurde die italienische Börse an Euronext weiterverkauft).